# Aabenraa Museum
Aabenraa Museum er et lokalhistorisk museum fra 1887 i Aabenraa, nu under Museum Sønderjylland. Det har siden 1937 haft til huse i en bygning H.P. Hanssens Gade 33 opført af arkitekt Jep Fink. Museet er under Museum Sønderjylland blevet kendt under navnet Kulturhistorie Aabenraa.
Museum Sønderjylland lukkede midlertidigt Kulturhistorie Aabenraa ned i efteråret 2022 på grund af de stigende energipriser. Afdelingen genåbnede dog i marts 2024.
Det andet museum under Museum Sønderjylland i Aabenraa er Kunstmuseet Brundlund Slot, som er udskilt fra Aabenraa Museum i 1998.
Museet har en støtteforening, Aabenraa Museums Venner.